# Hladilni sistem
Hladílni sistém imenujemo napravo s katero odstranjujemo odvečno toploto iz zgradbe, snovi ali postroja. Z delovanjem hladilnega sistema omejimo temperaturo v prostoru, snovi ali strojnih delih. Ločimo dve različni situaciji:
- hlajenje nad temperaturo okolice, in
- hlajenje pod temperaturo okolice zraka.

Če je sprejemljiva temperatura nad temperaturo okolice, pogosto zadostuje močno prezračevanje ali obtočno hlajenje, pri katerem hladilo (pogosto voda) odnaša toploto v okolico. Primer za to je hlajenje motorjev bodisi kot zračno hlajenje (večinoma motorji dvokoles, med avtomobili na primer Spaček in Trabant); ali s sistemom vodnega hlajenja, kjer se toplota oddaja na zrak z radiatorjem. Za delovanje teh hladilnih sistemov je potrebno le malo pomožne energije, na primer za pogon obtočnih črpalk; nekateri pa delujejo celo brez pomožne energije, po načelu naravnega toplotnega obtoka.
Če je treba prostor ali snov ohlajati pod temperaturo okolice, je nujen hladilni stroj. Primera za to sta hladilnik in klimatska naprava. V tem primeru je treba dovajati pogonsko energijo: mehansko delo, električno energijo ali toplotno energijo z višjim deležem eksergije (glej Absorbcijski hladilni stroj).